# 다마쓰쿠리정 (이바라키현)
다마쓰쿠리정(玉造町)은 이바라키현 나메가타군에 있던 정이다. 2005년 9월 1일에 아소정, 기타우라정과 합병해 나메가타시가 되었다.

## 지리
현재의 나메가타시 북서부에 해당한다.

## 역사
- 1889년 4월 1일 - 정촌제 시행으로 나메카타군 다마쓰쿠리정이 성립하였다.
- 1955년 1월 1일 - 데가촌 다치바나촌 다마가와촌 아라하라촌과 합병해 새로운 다마쓰쿠리정이 되었다.
- 2005년 9월 1일 -  아소정, 기타우라정과 합병해 나메가타시가 되어 동일 다마쓰쿠리정은 폐지되었다.

### 도로
- 국도 제354호선
- 국도 제355호선